# Хаитянски креолски език
Хаитянският креолски език (Kreyòl) е креолски език, говорен от около 7 800 000 души в Хаити и Доминиканската република. Езикът се базира на френски език, с влияние на няколко западно-африкански езика от нигер-конгоанската група, между които волоф, фон и еве.

## Граматика
Граматиката на хаитянския креолски език се различава коренно от граматиката на френския език. Глаголите не се съгласуват по род и число, в езика отсъства и категория род: съществителните, прилагателните имена и местоименията нямат род.
Словоредът в хаитянския креолски език е много близък до френския. Множественото число се образува чрез наставката yo, която най-често се изписва с тире след думата.
Глаголни времена се образуват чрез добавяне на спомагателни думе пред глагола (напр. mwen pale – аз говоря, mwen kon pale – аз говорех, mwen a pale – аз ще говоря).

## Речник
Повечете от думите произлизат от френски език, но са с опростено произношение. Много често определителният член на френски е възприет като част от думата в хаитянския креолски език.
- bagay (Fr. bagage, „baggage“) – „нещо“
- Bondye (Fr. Bon Dieu /bõ.djø/) – „Господ“
- dèyè (Fr. derrière /dɛ.ʁjɛʁ/) – „зад“
- diri (Fr. du riz /dy.ʁi/) – „ориз“
- kle (Fr. clé /kle/) – „ключ“
- kle kola (Fr. clé /kle/, „ключ“ + Eng. „cola“) – „отварачка за бутилки“
- lalin (Fr. la lune /la.lyn/) – „луна“
- matant (Fr. ma tante, „моята леля“) – „леля“
- nimewo (Fr. numéro /ny.me.ʁo/) – „номер“
- ozetazini (Fr. aux États-Unis /o.ze.ta.zy.ni/) – „САЩ“
- pwa (Fr. pois /pwa/) – „боб“
- vwazen (Fr. voisin /vwa.zɛ̃/) – „съсед“
- zwazo (Fr. les oiseaux /le.zwa.zo/) – „птица“
- zye (Fr. les yeux /le.zjø/) – „око“